# Joaquín Bernardo Quijano Caballero
MOSTRARTÍTULO
Joaquín Bernardo Quijano Caballero (Cajicá,Cundinamarca; 8 de noviembre de 1914 - 15 de diciembre de 1990) fue un ingeniero en telecomunicaciones graduado de la Universidad Técnica de Berlín, conocido por ser el primer ingeniero de telecomunicaciones en Colombia, y diseñar y montar la red de televisión de cubrimiento nacional.

## Vida personal
Joaquín Bernardo Quijano Caballero, hijo de Joaquín Quijano, quien fue nombrado cónsul de Colombia en Berlín, y la señora Soledad Caballero, inició su primaria en el Gimnasio Moderno de Bogotá, tiempo después, fue a vivir junto a sus padres a Alemania, donde finalizó su secundaria. Después de esto, Estudió ingeniería en telecomunicaciones en la Universidad Técnica de Berlín.
En 1936, Joaquín Quijano Caballero, quien estaba trabajando como locutor en un canal de televisión en Alemania, le brindó una visita por los estudios de la televisión alemana y los primeros ensayos de color al mayor del ejército colombiano Gustavo Rojas Pinilla, quien visitó dicho país entre marzo y septiembre de ese año.
Tiempo después, en 1942, Joaquín y su familia se vieron obligados a salir de Berlín debido al estallido de la Segunda Guerra Mundial. Fue allí, cuando esta familia retornó a Colombia, y Joaquín se convirtió en una pieza fundamental para la realización de cualquier proyecto relacionado con telecomunicaciones.

## Carrera en Colombia
Desde su llegada a Colombia en 1942, Quijano se encargó de proyectos pequeños, como ponerles amplificación a las catedrales de Medellín y Bogotá, y el trabajo en sistemas integrados de telecomunicaciones para los proyectos hidroeléctricos de Chingaza, Chivor y Alto de Anchicaya. Asimismo, en 1951 colaboró en la parte técnica de la transmisión radial de la primera Vuelta a Colombia en bicicleta, trabajó en el montaje de la primera red de télex en América y en la semaforización electrónica de Bogotá.
Tiempo después, cuando estaba por inaugurarse la televisión en Colombia (cuya fecha oficial de primera emisión fue el 13 de junio de 1954, hace 60 años), la persona elegida para liderar la sección de redes fue Joaquín Quijano Caballero. Esta tarea fue bastante compleja, pues Quijano era el responsable del diseño de toda la cadena de televisión nacional, era de algún modo “el cerebro detrás de los cables”. Quijano montó la red de televisión de cubrimiento nacional, en donde la primera emisión llegó no sólo a Bogotá, sino a sus alrededores como Manizales, gracias a una antena repetidora que fue trabajada durante cuatro días y noches de trabajo ininterrumpido en el cerro Gualí.
Entre el sistemas de redes instalado por Quijano, se encontraba la señal de la antena de emisión en el Hospital Militar, enlazada con el Nevado del Ruiz, lo cual cubre la mayor parte de Sábana y tiene visibilidad con el Nevado del Ruiz. La complejidad de esta instalación requirió que Quijano fuera ayudado, de forma voluntaria, por trabajadores del Hospital Militar. 
Entre las transmisiones más importantes que realizó Quijano, está en 1968, cuando fue responsable de la transmisión de la visita del Papa Pablo VI a Bogotá, y en 1969, cuando realizó un estudio de relaciones internacionales en Zumbador (Venezuela) que sirvió para que los colombianos pudieran ver la llegada del hombre a la luna el 20 de julio de este mismo año.
Como forma de reconocimiento a todo su trabajo dentro de la instalación de la televisión en Colombia, en el aniversario 20 de la televisión en el país (1974), recibió la medalla de premio Manuel Murillo Toro.
Entre otros proyectos, y ya adentrándose a los años ochenta, Quijano trabajó en la  racionalización del sistema telefónico de Emcali. Además, durante la tragedia de Armero en 1985, lideró la instalación redes de telecomunicaciones de emergencia para ayudar a los heridos. Finalmente, Quijano, representó múltiples veces a Colombia en la Unión Internacional de Telecomunicaciones (UIT) en Ginebra, Suiza. 
Sin embargo, falleció el 15 de diciembre de 1990 a la edad de 76 años. Después de una vida dedicada a hacer realidad el viejo lema de Telecom: unir a los colombianos y a Colombia con el mundo.

## Vida privada
Tiempo después de su regreso a Colombia en 1942, Joaquín Quijano conoció a Sofía Uribe, con quien compartió su amor a la electrónica y las telecomunicaciones, y con quien se casaría en 1953 y tendría 3 hijos, Joaquín Quijano Uribe y Sofía Quijano Uribe (mellizos) y Santiago Quijano Uribe.
A pesar de haber viajado en varias ocasiones, fue un padre muy devoto, hablaba alemán a sus hijos para reforzar el idioma que estaban aprendiendo en la Escuela Andina, y los animaba a leer y estudiar. También, era un hombre apasionado a la música clásica, y a la maqueta ferroviaria eléctrica de la marca alemana Märklin, la cual, era de unos 15 metros de largo y  representaba diversos ambientes como ciudades o playas, a través de sus 22 posibilidades de líneas de tren.